# Alice Holzhey-Kunz
Alice Holzhey-Kunz (* 1943) ist eine Schweizer Psychoanalytikerin daseinsanalytischer Richtung.

## Leben
Alice Holzhey studierte Geschichte und Philosophie in Zürich. Sie promovierte 1971 mit einer Dissertation über Erinnern und Vergessen und bildete sich dann am Daseinsanalytischen Institut Zürich zur daseinsanalytischen Psychotherapeutin weiter. Seit 1976 ist sie Psychoanalytikerin daseinsanalytischer Richtung in eigener Praxis in Zürich. Seit 1983 ist sie Co-Leiterin des Daseinsanalytischen Seminars (DaS), Lehranalytikerin, Supervisorin und Dozentin und seit 1991 Präsidentin der Gesellschaft für hermeneutische Anthropologie und Daseinsanalyse (GAD). Sie ist Mitherausgeberin der Ausgewählten Werke Ludwig Binswangers.

## Auszeichnung
2012 Preis der Dr. Margrit Egnér Stiftung, Zürich

## Neue Ausrichtung der Daseinsanalyse
Die Daseinsanalyse wurde von Ludwig Binswanger und Medard Boss in unterschiedlicher Weise begründet und gelehrt. Holzhey vertritt einen neuen daseinsanalytischen Ansatz, der die Entdeckungen Sigmund Freuds stärker aufnimmt und mit existenzphilosophischen Auffassungen (vor allem Heidegger, aber auch Kierkegaard und Sartre) verbindet. Daraus gewinnt sie eine philosophische Auffassung seelischen Leidens. Ausgangspunkt dafür bildet die Hypothese, dass seelisch leidende Menschen „hellhörig“ sind für das Abgründige und Rätselhafte menschlichen Lebens. Wer seelisch leidet, ist nach Holzhey nicht weniger offen als der seelisch Gesunde, sondern aufgrund seiner Hellhörigkeit offener und deshalb den Erfahrungen existenzieller Angst, Schuld und/oder Scham stärker ausgesetzt. In Abhebung von der Psychoanalyse charakterisiert sie deshalb seelisches Leiden nicht als ein „Leiden an Reminiszenzen“ (Freud), sondern als ein „Leiden am eigenen Sein“. Sie deutet die verschiedenen Formen seelischen Leidens (Neurose, Psychose, Borderline-Zustände usw.) als verschiedene Formen der unbewussten Auflehnung gegen die angst-, scham- und schuldbesetzten Grundbedingungen des Menschseins. Die Depression erhält dabei eine Sonderstellung, weil sie hinter allen anderen Formen seelischen Leidens lauert und dann einbricht, wenn der Kampf gegen Angst, Schuld und Scham als illusionär durchschaut und aufgegeben wird.
Der daseinsanalytische Deutungsansatz von Holzhey will den psychoanalytischen nicht ersetzen, sondern erweitern und vertiefen. Deshalb ist daseinsanalytische Psychotherapie für Holzhey-Kunz immer beides: sowohl eine rationale und emotionale Auseinandersetzung mit den individuellen traumatischen Kindheitserfahrungen wie auch mit den traumatischen Grundbedingungen des Menschseins.  Zu beidem gilt es eine neue Einstellung zu finden.

## Veröffentlichungen (Auswahl)
Zahlreiche Publikationen, darunter:
- Erinnern und Vergessen. Das Gegenwärtigsein des Vergangenen als Grundproblem historischer Wissenschaft. Duncker & Humblot, Berlin 1973.
- Leiden am Dasein. Die Daseinsanalyse und die Aufgabe einer Hermeneutik psychopathologischer Phänomene. Passagen-Verlag, Wien 1994.
- Binswanger Ludwig: Ausgewählte Werke. Bd. 4, herausgegeben und eingeleitet von Alice Holzhey-Kunz, Asanger, Heidelberg 1994, ISBN 3-85165-465-X.
- Das Subjekt in der Kur. Über die Bedingungen psychoanalytischer Psychotherapie. Passagen-Verlag, Wien 2002, ISBN 3-85165-557-5.
- Daseinsanalyse. In: Alfried Längle, Alice Holzhey-Kunz: Existenzanalyse und Daseinsanalyse. Facultas, Wien 2008, ISBN 978-3-8252-2966-5, S. 181–348.
- Daseinsanalyse. Der Existenzphilosophische Blick auf seelisches Leiden und seine Therapie. Facultas, Wien 2014, ISBN 978-3-7089-1207-3.
- mit T. Breyer, T. Fuchs (Hrsg.): Ludwig Binswanger und Erwin Straus. Beiträge zur psychiatrischen Phänomenologie. Alber, Freiburg/München 2015.
- Das Unbewusste Versuch der Rehabilitierung eines angreifbaren Konzepts. Schwabe, Basel 2015.
- Daseinsanalysis. Free Association Books, Bembo, 2014.
- Introduction à la Daseinsanalyse. Un regard existential sur la souffrance psychique et sa thérapie Le Cercle herméneutique, La Plaine St.-Denis, 2016.
- Emotionale Wahrheit. Der philosophische Gehalt emotionaler Erfahrungen. Schwabe, Basel 2020.